# Нове Пекути
Нове Пекути (пол. Nowe Piekuty) — село в Польщі, у гміні Нові Пекути Високомазовецького повіту Підляського воєводства.
Населення — 231 особа (2011).
У 1975-1998 роках село належало до Ломжинського воєводства.

## Демографія
Демографічна структура станом на 31 березня 2011 року:
|          | Загалом | Допрацездатний вік | Працездатний вік | Постпрацездатний вік |
| -------- | ------- | ------------------ | ---------------- | -------------------- |
| Чоловіки | 118     | 26                 | 84               | 8                    |
| Жінки    | 113     | 15                 | 80               | 18                   |
| Разом    | 231     | 41                 | 164              | 26                   |